# 長野環状道路
長野環状道路（ながのかんじょうどうろ）は、地域高規格道路の候補路線に指定された、長野県長野市中心部の外側に計画された環状道路である。
長野市は西・北を山、東・南を川に囲まれた地形をしており、その存在が常に交通上のネックとなり慢性的な交通渋滞を発生させている。そこで、通過交通の市街地流入を防ぎ、市街地はもとよりその周囲の混雑を解消し、円滑な交通を確保する目的で長野環状道路が1991年（平成3年）に都市計画決定された。また、また、1994年（平成6年）12月16日、地域高規格道路の候補路線に指定され、現在、計画路線指定に向けて動いている。
国道19号長野南バイパス・五輪大橋有料道路・国道18号長野東バイパス・北部幹線が長野環状道路の一部として供用中である。北部幹線の接続と、路線が未定の西部区間（西環状線）の路線決定が急がれる。

## 構成する路線
長野市篠ノ井小松原から、反時計回りで順に述べる。

### 長野南バイパス

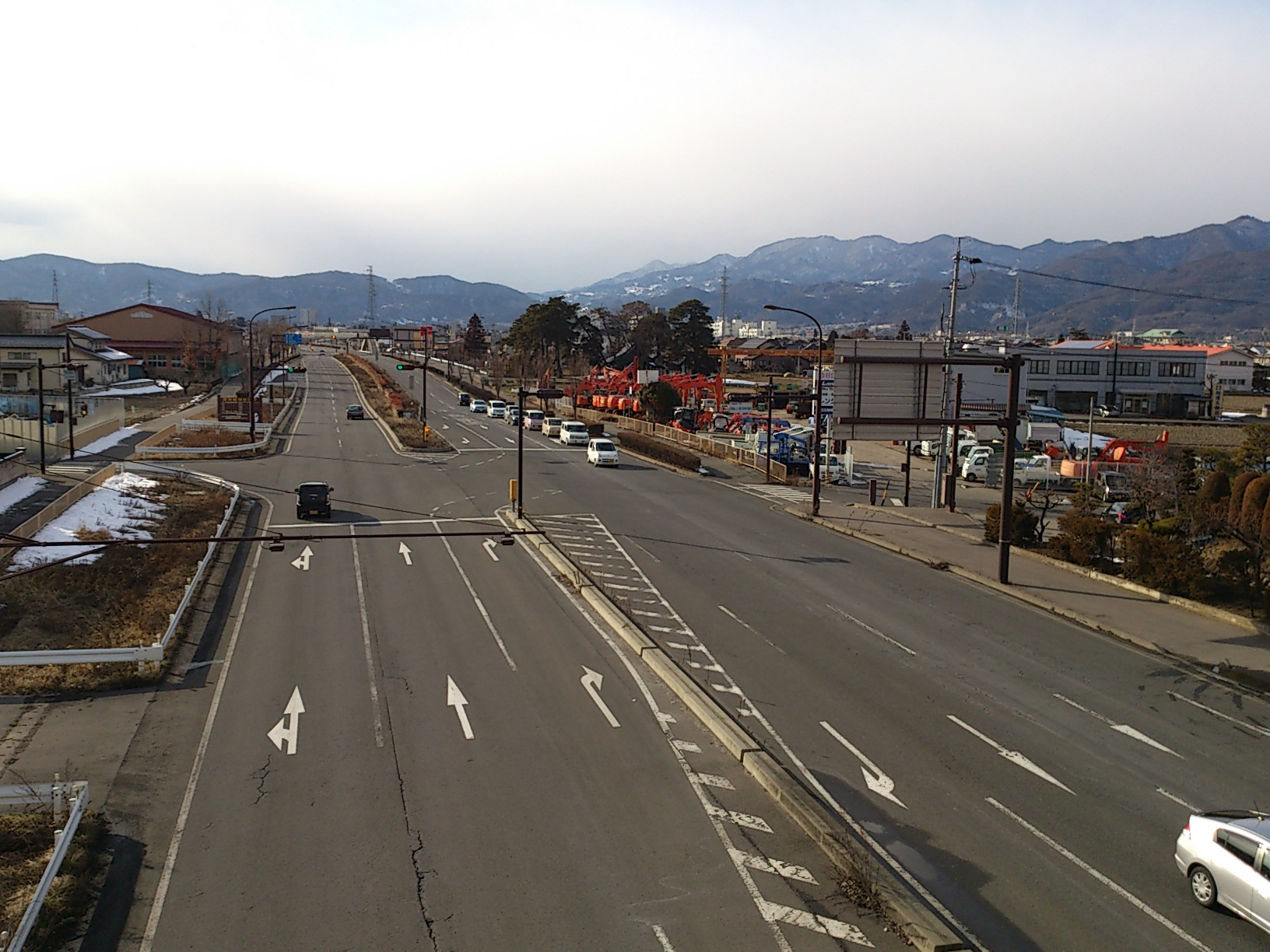
長野南バイパス（大塚南交差点から篠ノ井小松原方面を望む）

- 起点：長野市篠ノ井小松原（小松原トンネル西交差点）
- 終点：長野市青木島町大塚（大塚南交差点）
- 延長：6.9 km

国道19号のバイパスとして整備され、全線供用されている。

### 東外環状線

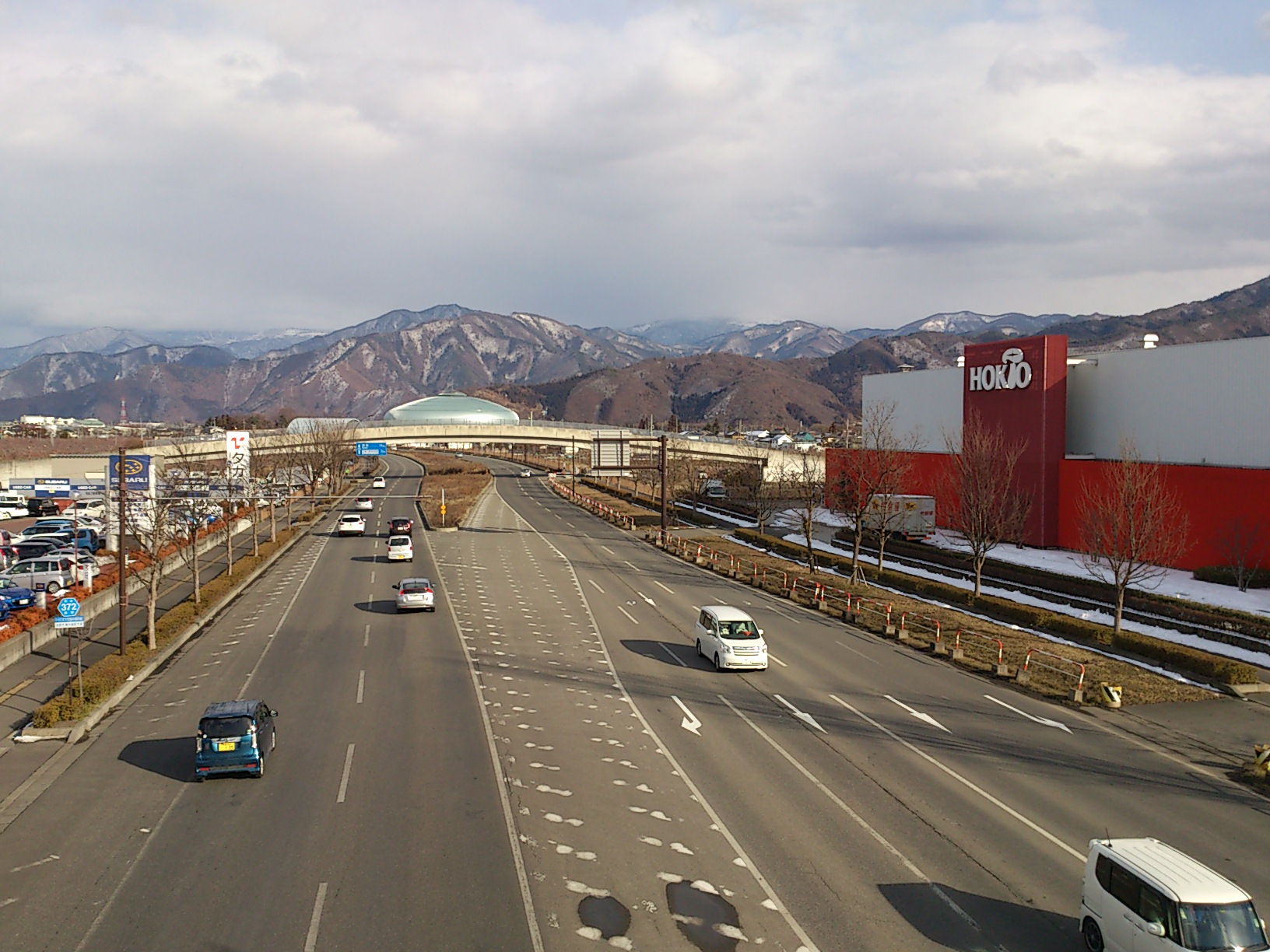
東外環状線（大塚南交差点から五輪大橋方面を望む）

- 起点：長野市青木島町大塚（大塚南交差点）
- 終点：長野市柳原（柳原北交差点）
- 延長：9.4km

大塚南交差点〜エムウェーブ交差点（L = 6.6 km）は長野県道372号三才大豆島中御所線（うち1.4 kmは五輪大橋有料道路）として、エムウェーブ交差点 - 柳原北交差点（L = 2.8 km）は国道18号長野東バイパスとして整備され、全線供用されている。

### 国道18号
- 起点：長野市柳原（柳原北交差点）
- 終点：長野市大町
- 延長：1.9 km

すでに国道18号（アップルライン）として開通している区間である。東外環状線・北部幹線が接続されれば長野環状道路の一部を成す。

### 北部幹線
- 起点：長野市大町

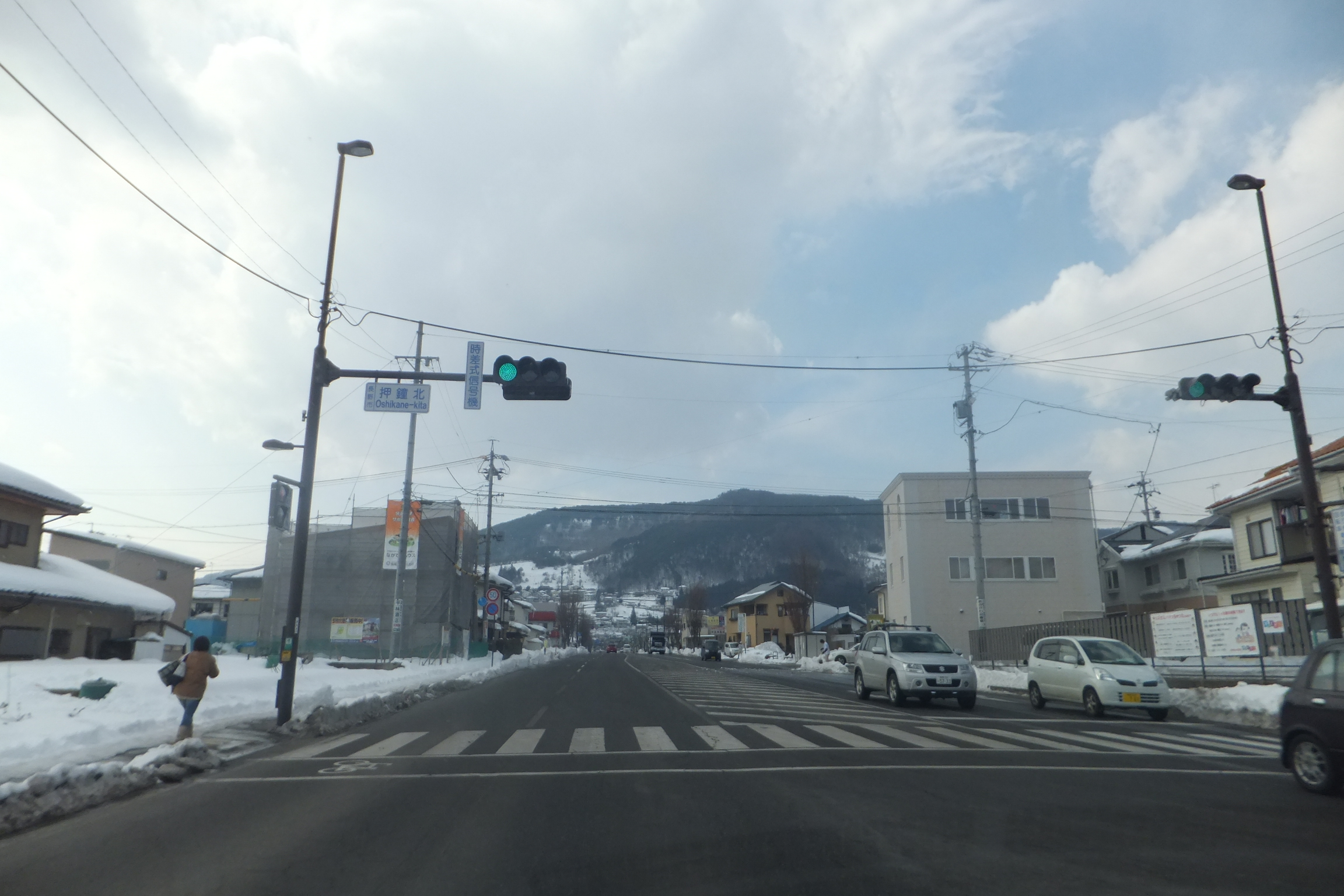
北部幹線（押鐘北交差点から上松方面を望む）

- 終点：長野市上松四丁目（湯谷小学校西交差点）
- 延長：6.1km

長野市道として整備されている。現在古里小学校前交差点 - 湯谷小学校西交差点（L = 4.2 km）が供用されている。

### 西環状線
- 起点：長野市上松四丁目（湯谷小学校西交差点）
- 終点：長野市川中島町今里付近
- 延長：約10 km

供用区間はなく、事業化もされていない。